# Посолство на Румъния в София
Посолството на Румъния в София (на румънски: Ambasada României la Sofia) е официална дипломатическа мисия на Румъния в столицата на България – София. От октомври 2021 г. мисията се ръководи от посланик г-жа Бръндуша Предеску.

## Структура
- Почетно консулство в Бургас, разположено на ул. „Сердика“ № 2. Консулския окръг отговаря за областите: Добрич, Варна, Бургас, Шумен, Разград, Търговище, Сливен, Ямбол и Стара Загора. Почетен консул е г-жа Евгения Тодорова Попеску.
- Почетно консулство в Силистра, разположено на ул. „Гено Чолаков“ № 3. То отговаря за област Силистра. Почетен консул е г-н Стефан Иванов Райчев.

## Вижте още
- Света Троица (румънска църква в София)